# Jerry Goodman
Jerry Goodman (født 16. marts 1949 i Chicago, Illinois, USA) er en amerikansk violinist.
Goodman spillede som sideman med John Mclaughlin på dennes lp My Goal´s beyond (1971), inden han fik tilbuddet om at komme med fusionsgruppen Mahavishnu Orchestra, han var med i orkesteret sammen den første originale besætning fra (1971-1973) på elektrisk violin, sammen med Jan Hammer på keybords, Billy Cobham på trommer, Rick Laird på elbas, og John Mclaughlin selv som leder og på elektrisk guitar. Efter han forlod gruppen i (1973) dannede han sine egne grupper gennem tiden, med bl.a. Hammer på keyboards og indspillede tre solo lp´er. Han har også spillet som sideman med feks. Toots Thielemans, Hall & Oates, gruppen Styx, Gary Husband, gruppen Dixie Dregs, John Patitucci, Dave Weckl, Frank Gambale, gruppen The Flock etc. Han indspillede en solo lp mere Violin Fantasy i (2016).

## Solo Diskografi
- On the Future of Aviation (1985)
- Ariel (1986)
- It's Alive (1987)
- Violin Fantasy (2016)

## Med Mahavishnu Orchestra
- The Inner Mounting Flame (1971)
- Birds of Fire (1973)
- Between Nothingness and Eternity (1973)

## Eksterne Henvisninger
- om Jerry Goodman på www.allmusic.com